# 수행

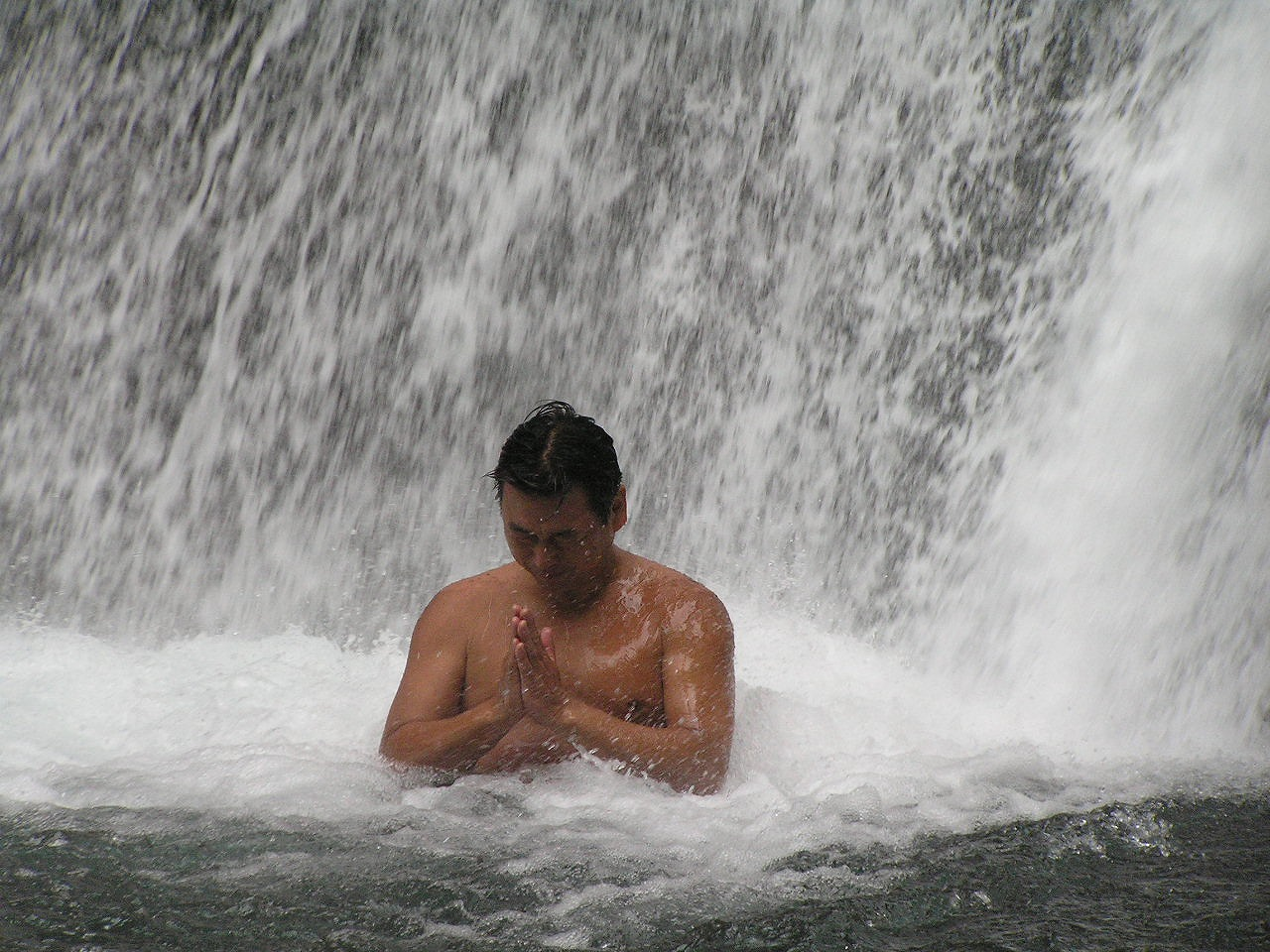
일본의 불교 수행

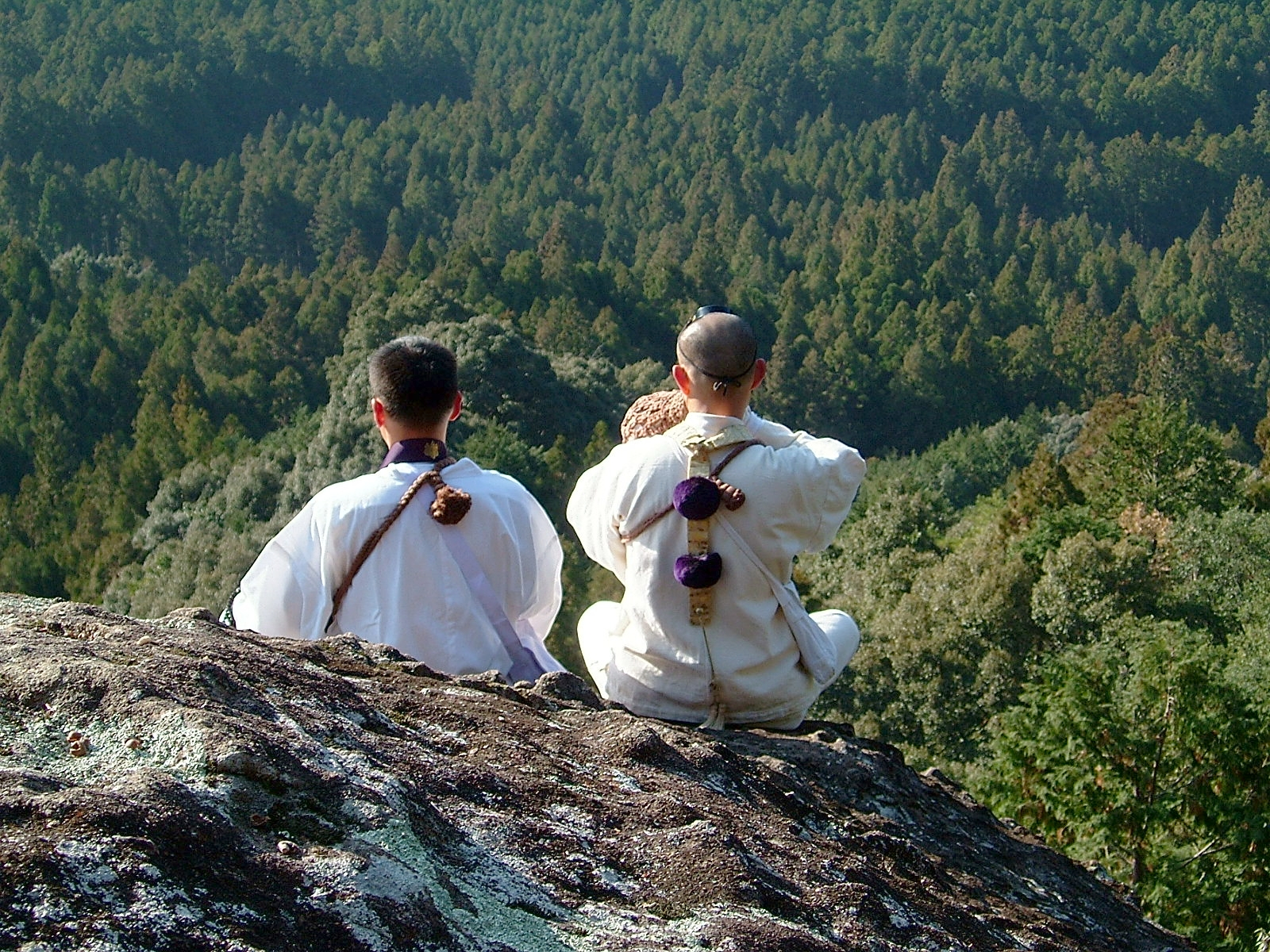
일본의 수험도 수행

수행(修行, 산스크리트어: साधना 사다나)은 자아를 초월하는 영적 행위이다. 수행은 다양한 정신적 또는 의식적 목표를 달성하기 위해 따르는 힌두교, 불교 및 자이나교 전통의 다양한 학문을 포함한다.
수행은 사두의 목표가 될 수있는 세속으로부터의 분리를 달성하기 위해 이뤄진다. 카르마 요가, 바크티 요가 및 즈냐냐 요가는 일상 생활의 모든 흐름에서 최대 수준의 완벽을 달성하기 위한 끊임없는 노력이 수행으로 설명될 수 있다는 점에서 수행으로 설명될 수 있다.
사다나는 탄트라 전례나 전례 양식, 즉 특정 수행을 수행하기 위한 지침을 가리킬 수도 있다.

## 같이 보기
- 대승불교
- 십회향
- 수도주의